# Wulf (Familienname)
Wulf ist ein deutscher Familienname.

## Herkunft und Bedeutung
Zu Herkunft und Bedeutung siehe beim Vornamen Wolf.

## Namensträger
- Alexander J. Wulf, deutscher Jurist
- Alexander Wulf (Fußballspieler), deutscher Fußballspieler
- Alexander Wulf (Koch), russisch-deutscher Koch und Gastronom
- André De Wulf (* 1922), belgischer Bobfahrer
- Andrea Wulf (* 1967), britische Kulturhistorikerin
- Anna Nikolajewna Wulf (1799–1857), russische Adlige
- Berthold Wulf (1926–2012), deutscher Anthroposoph, Pfarrer und Schriftsteller
- Christian Wulf (* 1959), deutscher Kampfkünstler und Trainer
- Christine Wulf (* 1957), deutsche Germanistin
- Christoph Wulf (* 1944), deutscher Erziehungswissenschaftler und Hochschullehrer
- Ernst Wulf (1921–1979), deutscher Politiker (SED)
- Frank De Wulf (* 1968), belgischer DJ, Musiker und Labelbetreiber
- Franz Wulf (1895–1940), deutscher Verleger
- Franziska Wulf (* 1984), deutsche Schauspielerin
- Friedrich Wulf (1908–1990), deutscher Theologe, Priester und Schriftsteller
- Friedrich-Wilhelm Wulf (* 1956), deutscher prähistorischer Archäologe
- Georg Wulf (1895–1927), deutscher Flugzeugbauer
- Hans Wulf (* 1951), deutscher Fußballspieler
- Hans Wulf (Radsportler) (1949–2022), deutscher Radrennfahrer
- Herbert Wulf (* 1939), deutscher Friedensforscher
- Hermann Wulf (1915–1990), deutscher Arzt, Manager und Offizier
- Jan Wulf-Schnabel, deutscher Sozialwissenschaftler, Sozialmanager und Hochschullehrer
- Jason Wulf (um 1972–2014), US-amerikanischer Graffitikünstler
- Jewgeni Wladimirowitsch Wulf (1885–1941), russisch-sowjetischer Botaniker, Biogeograph und Hochschullehrer
- Jimmy De Wulf (* 1980), belgischer Fußballspieler und -trainer
- Joe Wulf (* 1961), deutscher Jazzposaunist, Sänger und Bandleader
- Joseph Wulf (1912–1974), deutsch-polnischer Historiker
- Jürgen Wulf, deutscher Schauspieler
- Karl-Heinrich Wulf (1928–2016), deutscher Gynäkologe und Geburtshelfer
- Mareike Wulf (* 1979), deutsche Politikerin (CDU)
- Marianne Wulf (1878–1944), österreichische Schauspielerin.
- Martina Wulf (1907–1982), deutsche Sängerin (Sopran)
- Melvin Wulf (1927–2023), US-amerikanischer Rechtsanwalt und Verfassungsrechtler
- Meo Wulf (* 1992), deutscher Schauspieler
- Michael Wulf (* 1959), deutscher Journalist
- Monika Wulf-Mathies (* 1942), deutsche Gewerkschaftsfunktionärin
- Nikolaus Wulf (um 1395– 1481), deutscher Geistlicher, Bischof von Schleswig
- Patrick Wulf (* 1985), deutscher Fernsehmoderator
- Paul Wulf (1921–1999), deutscher Widerstandskämpfer
- Peter Wulf (Glockengießer) († nach 1527), deutscher Rot- und Glockengießer
- Peter Wulf (Fußballspieler) (1938–1995), deutscher Fußballspieler
- Peter Wulf (Historiker) (* 1938), deutscher Historiker und Hochschullehrer
- Peter Wulf (Boxer) (* 1952), deutscher Boxer
- Peter Lipman-Wulf (1905–1993), deutsch-US-amerikanischer Bildhauer und Grafiker
- Ramona Wulf (* 1954), deutsche Sängerin
- Reimer Wulf (* 1943), deutscher Luftbildfotograf
- Roger De Wulf (1929–2016), belgischer Politiker
- Rudi Wulf (* 1984), neuseeländischer Rugby-Union-Spieler
- Sibylle Kessal-Wulf (* 1958), deutsche Juristin und Richterin
- Theodor Wulf (1868–1946), deutscher Physiker
- Tobias Wulf (* 1956), deutscher Architekt
- Torsten Wulf (* 1968), deutscher Betriebswirt und Hochschullehrer
- Ulrike Wulf-Rheidt (1963–2018), deutsche Bauforscherin
- Vivien Wulf (* 1994), deutsche Schauspielerin
- Volker Wulf (* 1962), deutscher Wirtschaftsinformatiker und Hochschullehrer
- Walter Wulf (Kunsthistoriker) (1937–2014), deutscher Physiker, Kunsthistoriker, Denkmalpfleger und Autor
- Walter Maria Wulf, Filmschauspieler in der zweiten Hälfte des 20. Jahrhunderts
- Wilhelm Wulf (1892–1960), deutscher Richter und Politiker, Oberbürgermeister von Wanne-Eickel
- William Wulf (1939–2023), US-amerikanischer Informatiker
- Witali Jakowlewitsch Wulf (1930–2011), russischer Kunsthistoriker
- Wolfgang Wulf (* 1951), deutscher Politiker (SPD)
- Xavier Wulf (* 1992), US-amerikanischer Rapper